# Спино-д’Адда
Спино-д’Адда (итал. Spino d'Adda) — коммуна в Италии, располагается в регионе Ломбардия, в провинции Кремона.
Население составляет 7064 человека (2008 г.), плотность населения составляет 367 чел./км². Занимает площадь 19 км². Почтовый индекс — 26016. Телефонный код — 0373.
Покровителем коммуны почитается святой апостол Иаков Старший, празднование 25 июля.

## Демография
Динамика населения:

## Администрация коммуны
- Официальный сайт: http://www.comune.spinodadda.cr.it/